# 新港社
參數所指定的目標頁面不存在，建議更正成存在頁面或直接建立下列一個頁面（建立前請先搜尋是否有合適的存在頁面可以取代）：
- 新港社 (道卡斯族)

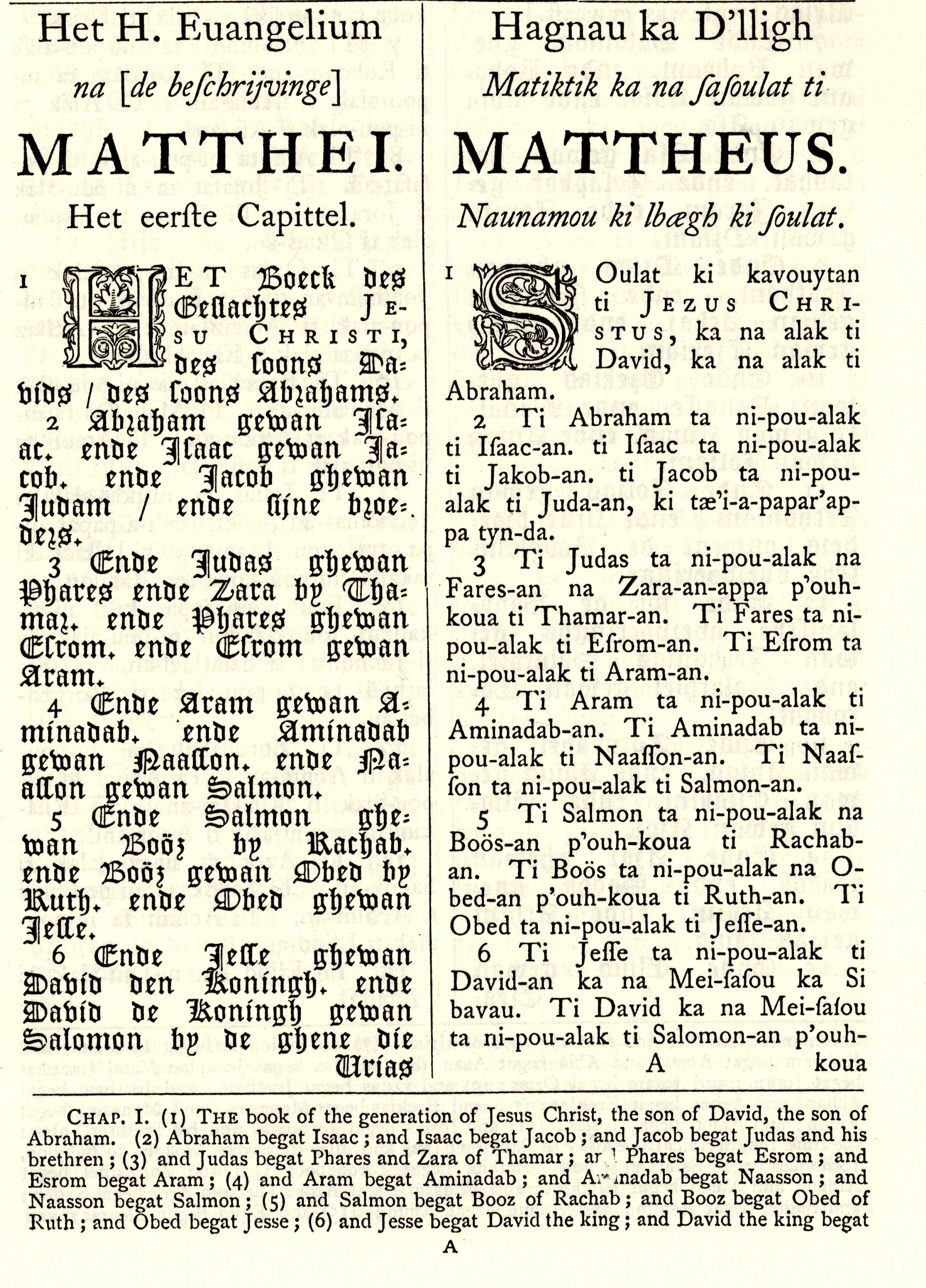
古荷蘭語(左)和新港語(右)並列的馬太福音，1650年左右

新港社（荷蘭語：Sinckan），又名濁醪醪、打好汝汝、哆若若:367,392，為17世紀台灣原住民西拉雅族的四大社（新港社、蕭壟社、目加溜灣社、蔴荳社）之一，位於今台南市新市區一帶，該區的「社內里」即因屬新港社內之主要聚落所在而名。其為台灣最早接受西方文明的區域，在1636年，當時殖民統治台灣南部的荷蘭人在新港社興建教堂佈教，並以羅馬字拼寫其使用的語言新港語，稱之為「新港文書」。1636年5月26日，第一所學校在新港社建立；迄今新市耆老仍有荷蘭人設「文書館」之說。

## 歷史
1574年6月，福建總兵胡守仁追征為禍廣東潮州沿海的海盜集團首領林鳳，林鳳率萬人海盜集團往東逃竄至澎湖，幾天後又逃往台灣魍港（八掌溪口，今嘉義布袋），並前往赤崁一帶的新港社搶劫米糧，新港社與海盜激戰3天仍無法逐退海盜，漁夫劉以道前往聯絡總兵胡守仁，7月，300位新港社戰士與明軍150人會合追剿，林鳳拋棄由新港搶來的米糧敗逃澎湖；11月，林鳳再來新港劫掠不成，轉往北邊劫掠麻豆社，遭到麻豆盟軍栖林（翁佳音認為可能為二林）等社圍攻，擊殺海盜500餘人死傷慘重，敗逃馬尼拉。:165-168
根據荷治時期紀錄，1625 年新港社人口約有 400 名成年男性，有三個傘村社：Teopan（今唪口）、Tatepoan、Tibolegan（今知母義）。1638 年，新港社人口約 1,000 人。1639 年，新港社受洗人口即全社人口為 1,047 人。:188,231,290
清乾隆卅三年（1768年）臺灣南部發生「黃教事件」，當時新港社土目大里撓、大里觀、机振芳等人乃率眾協助官兵進入山區剿捕反抗份子，而在途經羅漢門烏山腳三重埔一帶時（今高雄市內門區三平里），臺灣府知府鄒應元認為該處是「最易藏奸出沒之處」，乃要他們聚集「番丁」，在該處開闢、設柵防禦，於是遂有新港社人進入內門北部開墾。

## 外部連結
- 文化部台灣大百科全書：四大社 （页面存档备份，存于）
- 殖民背影下的宣教-十七世紀荷蘭改革宗教會的宣教師與西拉雅族：建立本土化教會 (荷蘭人建立學校資料來源)